# Folli voli
Folli voli è un album della cantautrice italiana Grazia Di Michele, pubblicato nel 2018.

## Il disco
L'album comprende rivisitazioni di brani di Cesaria Evora, Damien Rice, Glen Hansard, Noa, Adriana Calcanhotto, Idan Raichel, Marta Gomez, Manuel Argudin, Bungaro, Kayah, Ronan Keating).
Nell'album appaiono con Kaity Garbi, Kayah, Maurizio Lauzi e Ivan Segreto.
L'album è stato lanciato dall'omonimo singolo, cantato in duetto con Ivan Segreto. Il secondo è Come la musica. Entrambi hanno avuto rotazione radiofonica.

## Tracce
1. Anime (feat. Kaiti Garbi, Maurizio Lauzi)
2. Non So Guardare Che Te
3. Sarei Così Senza Di Te
4. Folli Voli (feat. Ivan Segreto)
5. Vita Che Prendi A Morsi
6. Tutte Le Parole
7. Vele Al Vento (feat. Kayah)
8. Questo Amore
9. A Roma D'Inverno
10. Casa Mia
11. Uri Dai Capelli Neri
12. Come La Musica